# Plagiotrypes concinnus
Plagiotrypes concinnus är en stekelart som först beskrevs av Thomas Say 1829.  Plagiotrypes concinnus ingår i släktet Plagiotrypes och familjen brokparasitsteklar. Inga underarter finns listade i Catalogue of Life.